# 지다 전투 (1925년)
제다 전투, 혹은 제다 공성전은 1925년 헤자즈 왕국을 정복하기 위해 이븐 사우드가 1925년 일으킨 전쟁이다. 참고로, 지다는 사우디에 맞서는 하심가의 마지막 거점이었다.

## 진행 과정
1924년 12월 초 메카가 압둘아지즈 이븐 사우드에게 함락되자, 알리 빈 후세인은 지다로 돌아와 네지드 군대를 막으려 했다.
이를 위해 알리는 자신의 형제가 다스리는 나라에 도움과 보급을 요청했다. 그 나라는 압둘라가 다스리는 트란스요르단과 파이살이 다스리는
이라크였는데, 두 국가 모두 다 알리에게 무기와 병사를 제공했다. 또한 알리의 낡은 비행기 두 대는 전투에 적합하지 않았기에, 알리는 이탈리아에서 비행기를 5척, 독일에서 전차를 여러대를 구입했다.
하지만 알리는 오래 버틸 수 없었다. 주변 부족이 이븐 사우드의 편을 들었기 때문이었다. 아카바에서 온 보급품은 지다로 느리게 이동했다. 설상가상으로, 알리는 조종사가 딱 두 명 있었는데, 그 중 한 명은 전투에서 사망했다.
결국 지다의 족장은 이븐 사우드에게 도시를 넘기기로 결정했고, 알리는 홍해를 건너 바그다드로 도망갔다. 이렇게 공성전은 1925년 (이슬람력 1343년) 12월 17일 끝났다. 그 결과, 이븐 사우드는 헤자즈의 새로운 왕이 되었다. 그리고 그 다음해, 이븐 사우드는 헤자즈를 네지드와 합쳐 하나의 국가를 만들게된다.

## 같이 보기
- 지다 전투 (1813년)
- 사우디아라비아의 역사

## 참고자료 및 출처
- Al-Harbi, Dalal: King Abdulaziz and his Strategies to deal with events: Events of Jeddah. 2003, King Abdulaziz national library. ISBN 9960-624-88-9.

1. ↑  Al-Rehani: Nejd and its followers.
2. ↑  From Bullard to Mr ChamberLain. Jeddah , 1925 Feb. (No.# secrets) - Archieved Post